# Thomas Spence

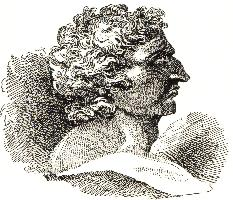
Thomas Spence

Thomas Spence (* 21. Junijul. / 2. Juli 1750greg. in Newcastle-on-Tyne, England; † 8. September 1814 in London) war ein englischer Autor, der sich für die Vergesellschaftung von Grundbesitz einsetzte. Er plädierte dafür, die entstehenden Pachteinnahmen für Staatsausgaben und ein Grundeinkommen zu verwenden.

## Leben
Thomas Spence betätigte sich in jungen Jahren als Straßenverkäufer von Büchern, darunter auch Werken seines Zeitgenossen Thomas Paine und selbst geschriebenen Pamphleten. In diesen Schriften setzte er sich schon früh für die Verstaatlichung von Grundbesitz ein, zum Beispiel in The Real Rights of Man (Die wirklichen Menschenrechte) im Jahre 1775.
Nachdem er 1792 nach England gezogen war, wurde dort 1793 eines seiner einflussreichsten Pamphlete The Meridian Sun of Liberty veröffentlicht, das später 1795 und 1882 erneut unter dem Titel The Nationalization of the Land neu aufgelegt wurde. Die deutsche Übersetzung dieser Schrift lautet Das Gemeineigentum am Boden (Lit.: Spence 1974).
Ebenfalls 1793 begann er mit der Herausgabe der Zeitschrift Pig’s Meat (dt.: Schweinefleisch). Im darauf folgenden Jahr wurde er sechs Monate lang ohne Anklage verhaftet und im Newgate-Gefängnis eingesperrt. Ihm wurde staatsgefährdende Verleumdung seiner Schriften vorgeworfen. Aufgrund desselben Vorwurfs wurde er 1801 für weitere zwölf Monate eingesperrt.

## Leistungen
Thomas Spence war einer der ersten Agitatoren für die Gleichberechtigung von Frauen und Männern. Mehr Beachtung fand jedoch sein Einsatz für ein Grundeinkommen aus Bodenpachten. In vielen seiner Schriften forderte er, dass das Eigentum an Boden an die Gemeinden übergehen solle. Diese solle die Nutzungsrechte versteigern und aus den Einnahmen die Gemeindeausgaben tätigen. Aus dem verbleibenden Geld solle eine Zahlung an alle Einwohner fließen, wobei jeder Einwohner einen gleich hohen Betrag erhalten solle, ungeachtet seines Geschlechts, seines Alters, seiner gesellschaftlichen Stellung oder seines Vermögens. Diese Forderung rechtfertigte er mit seiner Auffassung, dass jeder Mensch ein Grundrecht am Boden habe, der moralisch allen Einwohnern gehöre. Anders als Thomas Paine, der für einen ähnlichen Vorschlag warb, sah Thomas Spence jedoch eine regelmäßige Auszahlung vor.
Er fand 1952 auch Eingang in die Utopiegeschichtsschreibung nach dem A. L. Morton ihn in seine Überblicksdarstellung aufnahm. In seiner utopischen Skizze „Description of Spensonia“ (1795), einer aus zwei Teilen bestehenden Veröffentlichung in Form eines Pamphlets, finden die Wirtschaftsverfassung, die demokratischen Strukturen und der zu beschreitende Weg besondere Beachtung. Der erste Teil mit dem Titel „The Marine Republic“, der zweite Teil unter dem Titel „A Further Account of Spensonia“.
Seine Ideen wurden noch nach seinem Tode von den Spencean Philanthropists (dt.: Spence’sche Philanthropen) vertreten. Diese kleine politische Gruppe wurde bereits 1820 wieder aufgelöst, nachdem einige seiner Anhänger wegen der gescheiterten Cato-Verschwörung, bei der britische Minister ermordet werden sollten, erhängt worden waren.
Siehe auch: Bodenreform

## Werke
- Das Gemeineigentum am Boden.  Nachdr. d. Ausg. Leipzig 1904, Auvermann, Glashütten im Taunus, 1974.
- The Marine Republic, Pig’s Meat II, 1974, Seite 68–72
- A Further Account of Spensonia, Pig’s Meat II, 1974, Seite 205–218